# 208 a. C.
El año 208 a. C. fue un año del calendario romano prejuliano. En el Imperio Romano, fue conocido como el año 546 Ab Urbe condita.

## Acontecimientos
- Tiene lugar la batalla de Baecula, en el marco de la segunda guerra púnica.

## Fallecimientos
- Marco Claudio Marcelo, cuatro veces cónsul romano.